# Podo-Kalînivka, Țiurupînsk
Podo-Kalînivka (în ucraineană Подо-Калинівка) este localitatea de reședință a comunei Podo-Kalînivka din raionul Țiurupînsk, regiunea Herson, Ucraina.

## Demografie
Componența lingvistică a localității Podo-Kalînivka
     Ucraineană (95,2%)
     Rusă (4,35%)
     Alte limbi (0,28%)
Conform recensământului din 2001, majoritatea populației localității Podo-Kalînivka era vorbitoare de ucraineană (95,2%), existând în minoritate și vorbitori de rusă (4,35%).